# Archives de philosophie

Archives de philosophie est une revue de philosophie fondée en 1922 par le père jésuite Joseph Souilhé. Paraissant d'abord à un rythme irrégulier elle est devenue trimestrielle en 1955.  

## Histoire
La revue des Archives de philosophie est fondée par Joseph Souilhé dans le cadre de la formation philosophique des jeunes jésuites, à Vals-près-le-Puy (Haute-Loire) et au scolasticat de Jersey. À l'origine, elle est publiée par les éditions Beauchesne à Paris. Plusieurs cahiers paraissent chaque année, formant chaque fois un numéro annuel. La revue suit deux axes principaux, la philosophie antique et la pensée classique française, tout en élargissant son horizon, dès 1931, avec une étude sur Freud et l'année suivante une étude sur la pensée indienne.
Après la Seconde Guerre mondiale, qui marque une interruption dans sa parution, les Archives de philosophie reparaissent à un rythme plus lent et n'éditent que six cahiers entre 1945 et 1955. Elles sont alors refondées par Marcel Régnier sous la forme d'une publication trimestrielle. En 2002, les éditions Beauchesne cèdent le titre au Centre Sèvres.
Depuis 1955, la revue a successivement été dirigée par Marcel Régnier (1955-1990), François Marty (1991-2000), Paul Valadier et, désormais, par Laurent Gallois.

## Publications
Outre les parutions régulières de la revue, des numéros spéciaux sont consacrés à l'état de la recherche sur différents philosophes: Hegel, Machiavel, Wittgenstein…
Depuis 1972, des « Bulletins » bibliographiques sont consacrés à des auteurs ou à des thèmes : Descartes, Hobbes, Hegel, Spinoza, Leibniz, la philosophie médiévale, l'Aufklärung, l'idéalisme allemand ou la philosophie esthétique.

## Auteurs
Parmi les auteurs publiés par la revue, on peut citer Leo Strauss, Hans-Georg Gadamer, Heidegger, Emmanuel Levinas, Marcel Jousse,  Claude Bruaire, Stanislas Breton, Xavier  Tilliette, Jean Greisch, André Stanguennec, Jean-Luc Marion, Michel Fichant, Jean-François Courtine, Jean-François Kervégan, Jean-Louis Chrétien, Jocelyn Benoist, Dominique Pradelle, …